# Jinbu-myeon
Jinbu-myeon (koreanska: 진부면,  珍富面) är en socken i kommunen Pyeongchang-gun i provinsen Gangwon i den norra delen av Sydkorea, 140 km öster om huvudstaden Seoul. 